# Samuel Plimsoll

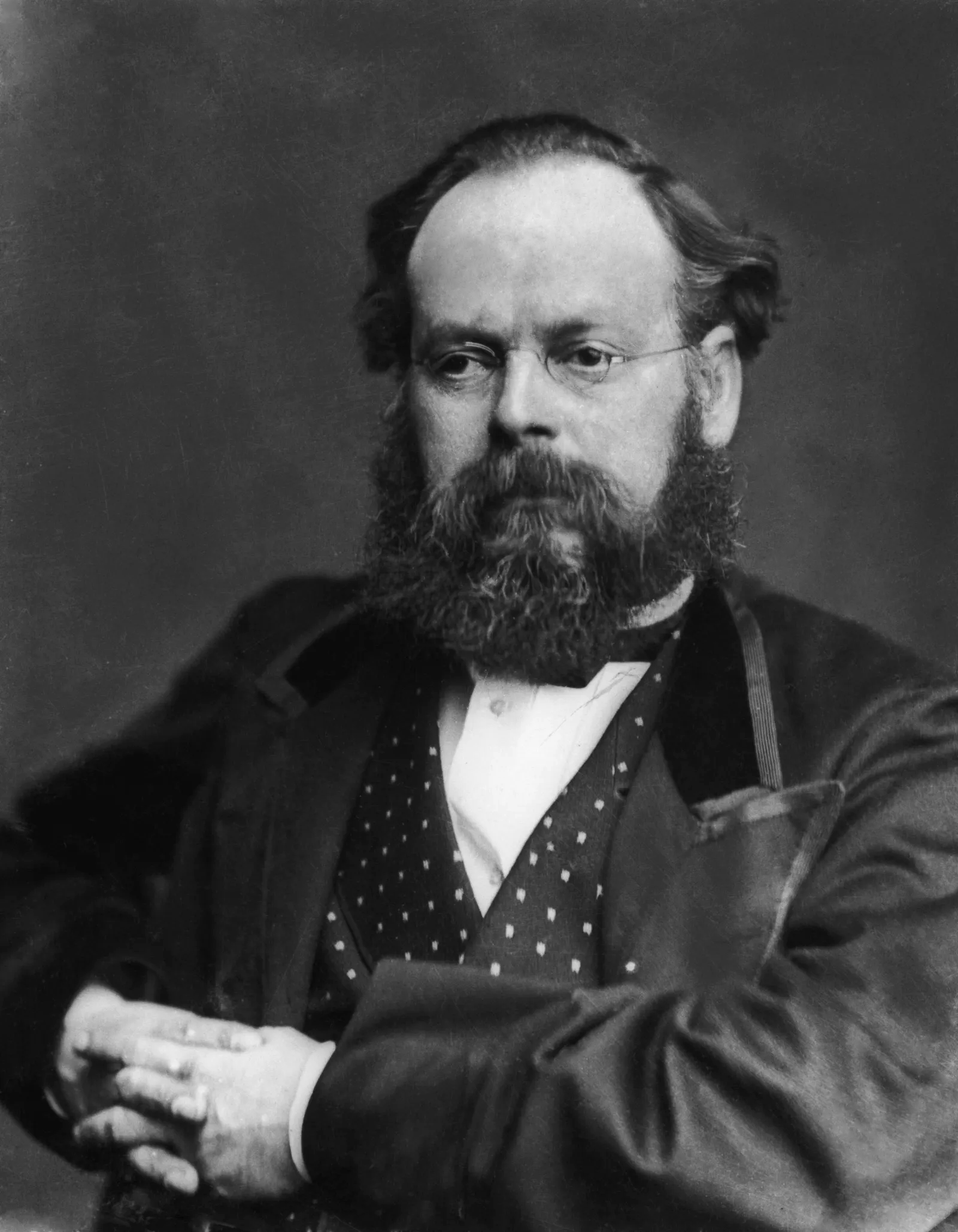
Samuel Plimsoll

Samuel Plimsoll (* 10. Februar 1824; † 3. Juni 1898) war ein britischer Abgeordneter, der gegen eine Reederschaft zu Felde zog, die absichtlich seeuntüchtige Schiffe ausfahren ließ, um bei Schiffbruch die Versicherungssumme zu erhalten.

Freibordmarke (links) und Lademarke (rechts)

Er mobilisierte die öffentliche Meinung gegen Premierminister Benjamin Disraeli und die Schiffseigner für eine Gesetzesvorlage gegen nicht seetüchtige Schiffe (Unseaworthy Ships Bill). Sie führte 1890 zur Kennzeichnung aller Handelsschiffe des Königreichs mit der Freibordmarke, grafisch ein waagrechter Strich mit Kreis, die später von nahezu allen seeschifffahrttreibenden Nationen übernommen wurde. Diese Freibordmarke wird auch Plimsoll-Marke genannt.